# العلاقات السويسرية الفرنسية
العلاقات السويسرية الفرنسية هي العلاقات الثنائية التي تجمع بين سويسرا وفرنسا.

## مقارنة بين البلدين
هذه مقارنة عامة ومرجعية للدولتين:
| وجه المقارنة                                              | سويسرا                                                                                      | فرنسا                                                    |
| --------------------------------------------------------- | ------------------------------------------------------------------------------------------- | -------------------------------------------------------- |
| المساحة (كم2)                                             | 41.28 ألف                                                                                   | 643.80 ألف                                               |
| عدد السكان (نسمة)                                         | 8.21 مليون                                                                                  | 67.12 مليون                                              |
| الكثافة السكانية (ن./كم²)                                 | 198.89                                                                                      | 104.26                                                   |
| العاصمة                                                   | برن                                                                                         | باريس                                                    |
| اللغة الرسمية                                             | اللغة الألمانية، اللغة الإيطالية، لغة فرنسية، اللغة الرومانشية، الألمانية السويسرية الموحدة | لغة فرنسية                                               |
| العملة                                                    | فرنك سويسري                                                                                 | يورو، فرنك س ف ب، فرنك فرنسي، Livre tournois ‏            |
| الناتج المحلي الإجمالي (بليون دولار)                      | 678.89 مليار                                                                                | 2.58 تريليون                                             |
| الناتج المحلي الإجمالي (تعادل القوة الشرائية) بليون دولار | 518.07 مليار                                                                                | 2.87 تريليون                                             |
| الناتج المحلي الإجمالي الاسمي للفرد دولار أمريكي          | 80.94 ألف                                                                                   | 36.20 ألف                                                |
| الناتج المحلي الإجمالي للفرد دولار أمريكي                 | 59.54 ألف                                                                                   | 39.33 ألف                                                |
| مؤشر التنمية البشرية                                      | 0.930                                                                                       | 0.888                                                    |
| رمز المكالمات الدولي                                      | +41                                                                                         | +33                                                      |
| رمز الإنترنت                                              | .ch، .swiss ‏                                                                                | .fr، .bzh ‏، .tf، .re، .wf، .yt، .pm، .paris              |
| المنطقة الزمنية                                           | توقيت وسط أوروبا، ت ع م+01:00، ت ع م+02:00، أوروبا/زيورخ ‏                                   | أوروبا/باريس ‏، توقيت وسط أوروبا، توقيت وسط أوروبا الصيفي |

## مدن متوأمة
في ما يلي قائمة باتفاقيات التوأمة بين مدن سويسرية وفرنسية:
- ترتبط نوشاتيل مع بيزنسون باتفاقية توأمة.
- ترتبط Les Planchettes [الإنجليزية]‏ مع Bardouville [الإنجليزية]‏ باتفاقية توأمة.
- ترتبط Coppet [الإنجليزية]‏ مع Maulévrier [الإنجليزية]‏ باتفاقية توأمة.
- ترتبط Pully [الإنجليزية]‏ مع أوبيرناي باتفاقية توأمة.
- ترتبط Fislisbach [الإنجليزية]‏ مع Le Chambon-sur-Lignon [الإنجليزية]‏ باتفاقية توأمة.
- ترتبط Vétroz [الإنجليزية]‏ مع Beaumont-lès-Valence [الإنجليزية]‏ باتفاقية توأمة.
- ترتبط Bottens [الإنجليزية]‏ مع غويريين باتفاقية توأمة.
- ترتبط فيفي مع كاربينتراس باتفاقية توأمة.
- ترتبط Chamblon [الإنجليزية]‏ مع Bellegarde-en-Marche [الإنجليزية]‏ باتفاقية توأمة.
- ترتبط مارتيني مع Vaison-la-Romaine [الإنجليزية]‏ باتفاقية توأمة.
- ترتبط La Sagne [الإنجليزية]‏ مع Rosières-aux-Salines [الإنجليزية]‏ باتفاقية توأمة.
- ترتبط Cheyres [الإنجليزية]‏ مع Saint-Martial, Gard [الإنجليزية]‏ باتفاقية توأمة.
- ترتبط Ligerz [الإنجليزية]‏ مع Érôme [الإنجليزية]‏ باتفاقية توأمة.
- ترتبط Oron, Vaud [الإنجليزية]‏ مع Vers-Pont-du-Gard [الإنجليزية]‏ باتفاقية توأمة.
- ترتبط Assens, Switzerland [الإنجليزية]‏ مع Colombey-les-Deux-Églises  [لغات أخرى]‏ باتفاقية توأمة.
- ترتبط ثونيكس مع Graveson [الإنجليزية]‏ باتفاقية توأمة.
- ترتبط Saint-Oyens [الإنجليزية]‏ مع Montbellet [الإنجليزية]‏ باتفاقية توأمة.
- ترتبط Savièse [الإنجليزية]‏ مع Vaux-le-Pénil [الإنجليزية]‏ باتفاقية توأمة.
- ترتبط Arconciel [الإنجليزية]‏ مع Arconcey [الإنجليزية]‏ باتفاقية توأمة.
- ترتبط فريبورغ مع روي-مالميزون باتفاقية توأمة.
- ترتبط Boécourt [الإنجليزية]‏ مع Périgny, Val-de-Marne [الإنجليزية]‏ باتفاقية توأمة.
- ترتبط Reconvilier [الإنجليزية]‏ مع Sillingy [الإنجليزية]‏ باتفاقية توأمة.
- ترتبط La Brévine [الإنجليزية]‏ مع Leynes [الإنجليزية]‏ باتفاقية توأمة.
- ترتبط Corminboeuf [الإنجليزية]‏ مع Fussy [الإنجليزية]‏ باتفاقية توأمة.
- ترتبط إيغل مع ليجل باتفاقية توأمة منذ 1963.
- ترتبط ميكس مع Lugny-lès-Charolles [الإنجليزية]‏ باتفاقية توأمة.
- ترتبط Saint-Ursanne [الإنجليزية]‏ مع La Motte, Var [الإنجليزية]‏ باتفاقية توأمة.
- ترتبط يافردون ليه باين مع نوجينت سور مارن باتفاقية توأمة.
- ترتبط Mex, Valais [الإنجليزية]‏ مع Saint-Alban-les-Eaux [الإنجليزية]‏ باتفاقية توأمة.
- ترتبط نيون مع نيونس باتفاقية توأمة.
- ترتبط ساير مع أوبيناس باتفاقية توأمة.
- ترتبط Saillon [الإنجليزية]‏ مع Barbentane [الإنجليزية]‏ باتفاقية توأمة.
- ترتبط Ayer, Switzerland [الإنجليزية]‏ مع Montferrier-sur-Lez [الإنجليزية]‏ باتفاقية توأمة.
- ترتبط لو لوكل مع Gérardmer [الإنجليزية]‏ باتفاقية توأمة.
- ترتبط La Tour-de-Peilz [الإنجليزية]‏ مع Ornans  [لغات أخرى]‏ باتفاقية توأمة.
- ترتبط Martigny-Combe [الإنجليزية]‏ مع Pont-l'Abbé-d'Arnoult [الإنجليزية]‏ باتفاقية توأمة.
- ترتبط Saint-Maurice, Switzerland [الإنجليزية]‏ مع Saint-Maurice, Val-de-Marne [الإنجليزية]‏ باتفاقية توأمة.
- ترتبط Sembrancher [الإنجليزية]‏ مع Saint-Laurent-des-Arbres [الإنجليزية]‏ باتفاقية توأمة.
- ترتبط Meisterschwanden [الإنجليزية]‏ مع Saint-Claude-de-Diray [الإنجليزية]‏ باتفاقية توأمة.
- ترتبط Plan-les-Ouates [الإنجليزية]‏ مع فيلفرانش سور مير باتفاقية توأمة.
- ترتبط دوليمو مع بلفور باتفاقية توأمة.
- ترتبط أونيكس مع Bandol [الإنجليزية]‏ باتفاقية توأمة.
- ترتبط Le Grand-Saconnex [الإنجليزية]‏ مع Carantec [الإنجليزية]‏ باتفاقية توأمة.
- ترتبط بورينتري مع تاراسكون باتفاقية توأمة.
- ترتبط Bussy-Chardonney [الإنجليزية]‏ مع Teillay [الإنجليزية]‏ باتفاقية توأمة.
- ترتبط Préverenges [الإنجليزية]‏ مع Préveranges [الإنجليزية]‏ باتفاقية توأمة.
- ترتبط Villeret, Switzerland [الإنجليزية]‏ مع Louzac-Saint-André [الإنجليزية]‏ باتفاقية توأمة.
- ترتبط Saxon, Switzerland [الإنجليزية]‏ مع Bouliac [الإنجليزية]‏ باتفاقية توأمة.
- ترتبط مونترو مع منتون باتفاقية توأمة منذ 1953.
- ترتبط مورکوت [الإنجليزية]‏ مع Viarmes [الإنجليزية]‏ باتفاقية توأمة.
- ترتبط Cottens, Fribourg [الإنجليزية]‏ مع Combronde [الإنجليزية]‏ باتفاقية توأمة.
- ترتبط خور مع كابورج باتفاقية توأمة.
- ترتبط Saanen [الإنجليزية]‏ مع كان باتفاقية توأمة منذ 1991.
- ترتبط Vucherens [الإنجليزية]‏ مع Droiturier [الإنجليزية]‏ باتفاقية توأمة.
- ترتبط Baulmes [الإنجليزية]‏ مع Mont-Saint-Sulpice [الإنجليزية]‏ باتفاقية توأمة.
- ترتبط Perroy [الإنجليزية]‏ مع Châteauneuf-de-Gadagne [الإنجليزية]‏ باتفاقية توأمة.
- ترتبط Boussens, Switzerland [الإنجليزية]‏ مع Boussens, Haute-Garonne [الإنجليزية]‏ باتفاقية توأمة.
- ترتبط Evolène [الإنجليزية]‏ مع شاتيلايون بلاج‏ [الإنجليزية]‏ باتفاقية توأمة.
- ترتبط Echichens [الإنجليزية]‏ مع Saint-Fiacre-sur-Maine [الإنجليزية]‏ باتفاقية توأمة.
- ترتبط Ayent [الإنجليزية]‏ مع سان بريفين لي بان [الإنجليزية]‏ باتفاقية توأمة.
- ترتبط Cressier, Neuchâtel [الإنجليزية]‏ مع فيغيرشيم باتفاقية توأمة.
- ترتبط Cheseaux-sur-Lausanne [الإنجليزية]‏ مع Aubignan [الإنجليزية]‏ باتفاقية توأمة.
- ترتبط Gimel, Switzerland [الإنجليزية]‏ مع Gimel-les-Cascades [الإنجليزية]‏ باتفاقية توأمة.
- ترتبط Boudry [الإنجليزية]‏ مع Voujeaucourt [الإنجليزية]‏ باتفاقية توأمة.
- ترتبط مورس مع فيرتو (فرنسا) باتفاقية توأمة.
- ترتبط Charmey [الإنجليزية]‏ مع Orphin [الإنجليزية]‏ باتفاقية توأمة.
- ترتبط Nods, Switzerland [الإنجليزية]‏ مع Nods, Doubs [الإنجليزية]‏ باتفاقية توأمة.
- ترتبط غرينشين مع سيليستات باتفاقية توأمة.
- ترتبط لوسرن مع غابفيلار باتفاقية توأمة منذ 2002.
- ترتبط Eiken, Aargau [الإنجليزية]‏ مع Eecke [الإنجليزية]‏ باتفاقية توأمة.
- ترتبط Payerne [الإنجليزية]‏ مع Paray-le-Monial [الإنجليزية]‏ باتفاقية توأمة.
- ترتبط Carrouge [الإنجليزية]‏ مع كاروج باتفاقية توأمة.
- ترتبط Palézieux [الإنجليزية]‏ مع Vers-Pont-du-Gard [الإنجليزية]‏ باتفاقية توأمة.
- ترتبط Chardonne [الإنجليزية]‏ مع Barbezieux-Saint-Hilaire [الإنجليزية]‏ باتفاقية توأمة.
- ترتبط مودون [الإنجليزية]‏ مع مازان باتفاقية توأمة.

## منظمات دولية مشتركة
يشترك البلدان في عضوية مجموعة من المنظمات الدولية، منها:
| علم المنظمة | اسم المنظمة                               | تاريخ انضمام سويسرا | تاريخ انضمام فرنسا |
| ----------- | ----------------------------------------- | ------------------- | ------------------ |
|             | مؤسسة التمويل الدولية                     | 29 مايو 1992        | 20 يوليو 1956      |
|             | يونسكو                                    | 28 يناير 1949       | 4 نوفمبر 1946      |
|             | مجموعة أستراليا                           | 1987                | 1985               |
|             | المرصد الأوروبي الجنوبي                   | 1982                | 1962               |
|             | اتحاد المدفوعات الأوروبي ‏                 | ?                   | ?                  |
|             | مجموعة الموردين النوويين                  | ?                   | ?                  |
|             | الوكالة الدولية للطاقة                    | ?                   | ?                  |
|             | مؤسسة التنمية الدولية                     | 29 مايو 1992        | 30 ديسمبر 1960     |
|             | منظمة التعاون الاقتصادي والتنمية          | ?                   | 7 أغسطس 1961       |
|             | المركز الدولي لتسوية المنازعات الاستشارية | 14 يونيو 1968       | 20 سبتمبر 1967     |
|             | وكالة ضمان الاستثمار متعدد الأطراف        | 12 أبريل 1988       | 28 ديسمبر 1989     |
|             | منظمة حظر الأسلحة الكيميائية              | ?                   | ?                  |
|             | المنظمة الأوروبية لسلامة الملاحة الجوية   | 1992                | 1960               |
|             | البنك الإفريقي للتنمية                    | ?                   | ?                  |
|             | الأمم المتحدة                             | 10 سبتمبر 2002      | 24 أكتوبر 1945     |
|             | الاتحاد الدولي للاتصالات                  | 1866                | 1866               |
|             | منظمة الشرطة الجنائية الدولية             | ?                   | ?                  |
|             | البنك الدولي للإنشاء والتعمير             | 29 مايو 1992        | 27 ديسمبر 1945     |
|             | منظمة الأمن والتعاون في أوروبا            | 25 يونيو 1973       | 25 يونيو 1973      |
|             | وكالة الفضاء الأوروبية                    | ?                   | 30 أكتوبر 1980     |
|             | الاتحاد البريدي العالمي                   | ?                   | ?                  |
|             | منظمة التجارة العالمية                    | ?                   | 1995               |
|             | الفريق المعني برصد الأرض                  | ?                   | ?                  |
|             | بنك التنمية الآسيوي                       | 1967                | 1970               |
|             | نظام تحكم تكنولوجيا القذائف               | 1992                | 1987               |
|             | مجلس أوروبا                               | ?                   | 5 مايو 1949        |

## أعلام
هذه قائمة لبعض الشخصيات التي تربطها علاقات بالبلدين:
- تيميا باشينسكي (لاعبة كرة مضرب سويسرية، 8 يونيو 1989 – )
- جان-لوك غودار (3 ديسمبر 1930[27][28][29] – )
- جان بياجيه (9 أغسطس 1896[30][31][32] – 16 سبتمبر 1980[30][31][32])
- جيرمي أليادير (لاعب كرة قدم فرنسي، 30 مارس 1983[33] – )
- روجر فيدرير (لاعب كرة مضرب سويسري، 8 أغسطس 1981[34] – )
- روجيه شوتز (ثيولوجي سويسري، 12 مايو 1915[35][36][37] – 16 أغسطس 2005[35][36][37])
- رومان غروجان (17 أبريل 1986 – )
- ستان فافرينكا (لاعب كرة مضرب سويسري، 28 مارس 1985 – )
- ستيفان تشابوسات (لاعب كرة قدم سويسري، 28 يونيو 1969[38] – )
- سيباستيان بويمي (سائق سيارة سباق سويسري، 31 أكتوبر 1988 – )
- غيوم أبولينير (شاعر فرنسي، 26 أغسطس 1880[39][40][41] – 9 نوفمبر 1918[39][40][42])
- كلود أدريان هلفتيوس (فيلسوف فرنسي، 26 يناير 1715[43][44] – 26 ديسمبر 1771[44][45][46])
- لو كوربوزييه (6 أكتوبر 1887[47][48][49] – 27 أغسطس 1965[47][48][49])
- موريس رافيل (ملحن فرنسي، 7 مارس 1875[50][51][52] – 28 ديسمبر 1937[50][51][52])
- يوهان فوغل (لاعب كرة قدم سويسري، 8 مارس 1977[53] – )

## وصلات خارجية
- موقع وزارة الخارجية السويسرية
- موقع وزارة الخارجية الفرنسية